# Erik Möller

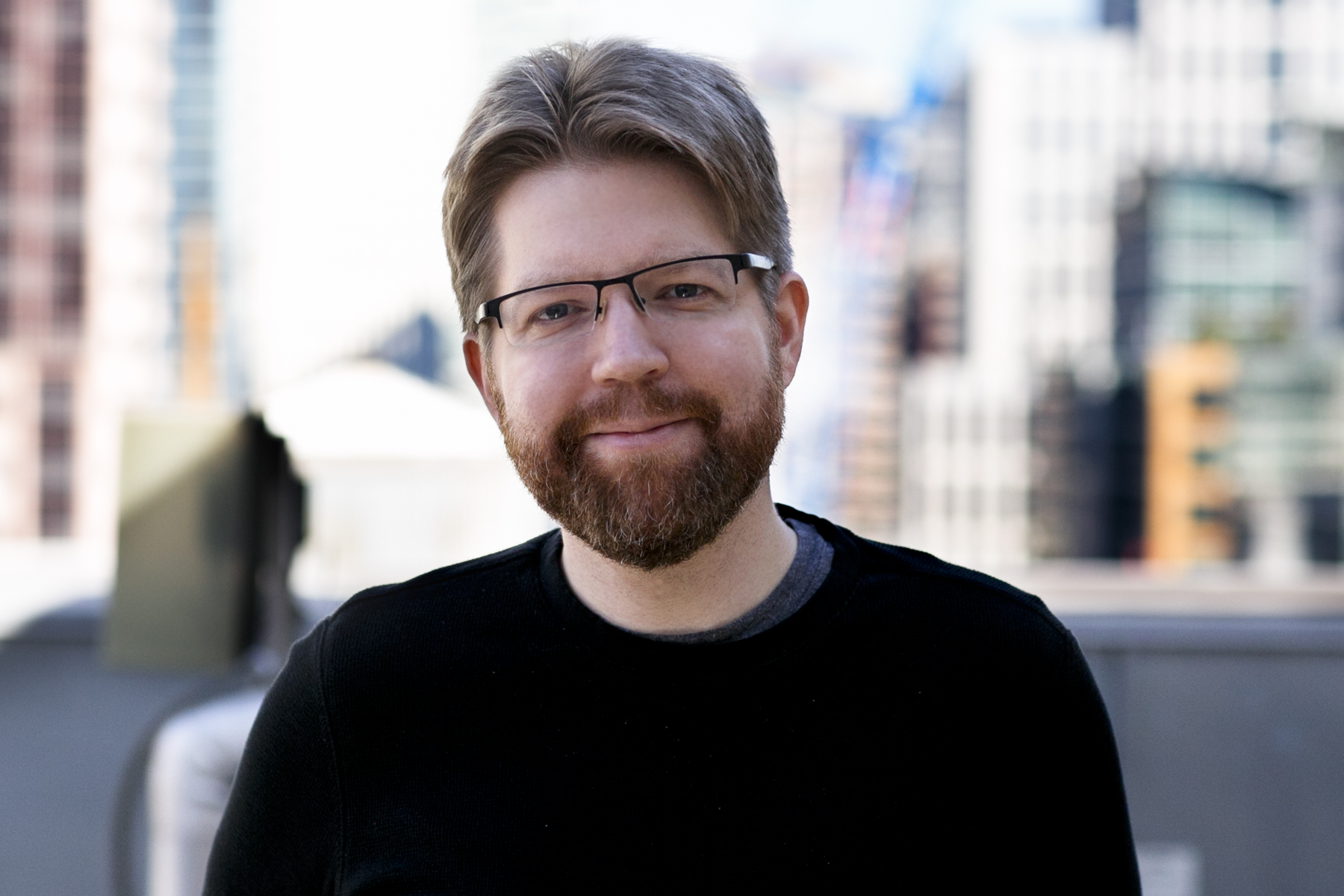
Erik Möller (2014)

Erik Möller (* 1979) ist ein deutscher Journalist, Autor und Softwareentwickler. Er engagierte sich seit 2001 als Autor und ehemals als Entwickler für die Online-Enzyklopädie Wikipedia und ihre Schwesterprojekte MediaWiki, Wikinews und Wikimedia Commons. Ab September 2006 war er Mitglied im Vorstand der in San Francisco ansässigen Wikimedia Foundation, bis er anschließend von Anfang 2008 bis April 2015 als stellvertretender Geschäftsführer (Deputy Director) fungierte.

## Leben
Möller studierte von 1999 bis 2003 Informatik an der Technischen Fachhochschule Berlin und hat einen Abschluss als Diplom-Informatiker (FH). Danach war er als freischaffender Journalist und Buchautor tätig. Seit 1998 schrieb er für c’t, taz und seit dem Jahr 1999 auch für Telepolis Artikel über P2P, Open Source und Wikipedia. Für Telepolis verfasste er auch die sechsteilige Serie GNU/Linux und Open Source: Die Reformation zum Anfassen.
Seit 2001 engagiert sich Möller (unter dem Nutzernamen Eloquence) gemeinnützig als Autor für die Online-Enzyklopädie Wikipedia und war in der Vergangenheit als Entwickler an der Entstehung der Schwesterprojekte MediaWiki, Wikinews und Wikimedia Commons maßgeblich beteiligt, wobei er besonders Wikinews und Commons als Initiator vorantrieb. Seit 2006 arbeitete er maßgeblich an der Definition „Freie kulturelle Werke“ mit. Im September 2006 wurde er aus insgesamt 17 Kandidaten als Nachfolger von Angela Beesley, die sich zurückzog, in den Vorstand der Wikimedia Foundation gewählt und übernahm im folgenden Monat die Rolle des Executive Secretary innerhalb des Gremiums. Als im Dezember 2007 Sue Gardner als erste hauptberufliche Geschäftsführerin der Wikimedia Foundation angestellt wurde, trat Möller aus dem Vorstand zurück und wurde im Januar 2008 stellvertretender Geschäftsführer unter Gardner bzw. später unter Lila Tretikov. Möller hat die Wikimedia Foundation Ende April 2015 verlassen. In der Folge wurde er Leitender Projektmanager bei der Freedom of the Press Foundation.

## BuchDie heimliche Medienrevolution(2005)
2005 veröffentlichte Möller das Buch Die heimliche Medienrevolution – Wie Weblogs, Wikis und freie Software die Welt verändern. Wolfgang Krischke von der FAZ kritisierte die Detailverliebtheit und die ausschließlich positive Sichtweise hinsichtlich des Internets, die Möller im Buch zeige, sowie dass er keinen Einblick in die internen Abläufe der Wikipedia gebe. Er lobte die kenntnisreiche Darstellung der Themen. Möller vertritt in seinem Buch eine utopische Auffassung von der Wirkung der Wikipedia. Er schreibt darin: „Wenn Sie in 20 Jahren dieses Buch aufschlagen, etwa im Jahr 2025, leben Sie hoffentlich in einer Welt, in der die sozialen Ungerechtigkeiten, Kriege und Menschenrechtsverletzungen des frühen 21. Jahrhunderts weitgehend verblasst sind. In einer Welt, in der alle Menschen Zugang zu einem globalen Kommunikationsnetz haben, in dem Informationen aller Art ohne Einschränkungen verändert, verbessert und verteilt werden dürfen. In einer Welt, in der jeder Mensch nicht nur Konsument, sondern auch Produzent von Wissen, Kunst und Kultur ist“.

## Kontroversen
Im Juli und August 2014 forcierten Möller und Wikimedia-Foundation-Mitarbeiter eine neue Betrachtungsfunktion für Medieninhalte („Medienbetrachter“ bzw. „Media Viewer“), die wegen technischer und rechtlicher Probleme zuvor in der englisch- wie deutschsprachigen Autorengemeinschaft auf erhebliche Ablehnung gestoßen war. Um die eigene Position technisch durchzusetzen, ließ Möller die Software so anpassen, dass er und WMF-Mitarbeiter höherrangige Schutz- bzw. Bearbeitungsrechte („Superschutz“) gegenüber lokalen Administratoren bekamen, um eine lokale Blockierung des Medienbetrachters zu verhindern. In diesem Zuge wurde sein Konto in der deutschsprachigen Wikipedia für einen Monat wegen Verstoßes gegen lokale Richtlinien gesperrt. Die Superschutz-Rechte wurden nach anhaltender Kritik schließlich 2015 wieder abgeschafft, die umstrittene Softwareerweiterung blieb jedoch bestehen.

## Schriften
- Die heimliche Medienrevolution. Wie Weblogs, Wikis und freie Software die Welt verändern, Heise Zeitschriften Verlag, Hannover, 2005, ISBN 3-936931-16-X (Archiv-Version vom 5. März 2016).